# Анти (племенен съюз)
Вижте пояснителната страница за други значения на Анти.
Антите (на старогръцки: Áνται; на латински: Antae) са източнославянски племенен съюз от късната желязна епоха в днешните югозападна и централна Украйна, Молдова и югоизточна Румъния.
Сведения за тях има от III век, през IV век воюват с готите, а в началото на VI век участват в славянските нападения срещу Източната Римска империя. През 560 година претърпяват тежко поражение от аварите.

## История
Антите са описани като мощно племенно обединение във византийски и готски източници от VI век. За първия им известен вожд е сочен Варунбал (133 – 157 г.). Йорданес в „Гетика“ пише, че антският вожд (rex Antorum) Бож (363 – 375) нанася поражение на готите, но е разгромен от войските на „винитария“ Витимир и около 375 г, заедно със синовете си и 70 старейшини е нападнат и убит от Ерманарих крал на готите Гревтунги и за определен период е установено готско господство. В „Аналите на Лангобардите“ се споменава страната  Antaib , която се предполага , че се отнася до антите. В 5 век след като готите са победени от хуните, а последните отминават към Панония антите достигат апогея на своето могъщество. Савирите участват в голямата Битка на Каталаунските полета в 451 г. между Атила и римляните. В 446 – 490 вожд на антите е Хорсабад. В 468 г. антът на византийска служба Анагаст, комендващ войските в Тракия, разгромява хуните на Денгизих, лично обезглавява и изпраща главата на хунския вожд в Константинопол. През 469/ 470 г. обаче, подстрекаван от Аспар, той вдига метеж срещу императора и завзема няколко укрепления, като след преговори бунтът е прекратен безкръвно. Друг ант, византийски пълководец от тази епоха е Всегорд.
Първото отбелязано в историята славянско нападение на юг от Дунав, вероятно през 519 г., е извършено именно от антите по време на император Юстин I. Те са разбити от Герман, стратег на диоцеза Тракия както Прокопий Кесарийски отбелязва и за години нападенията спират, а антите стават федерати, получават субсидии и започват да бъдат наемани в имперската армия. В 535 г. един от антите пленен от славините (склавините) се обявява за вероятно произхождащия от антите виден източноримски военачалник Хилбуд (Хвалибуд, Chilbudius), в този момент племената на Анти и Славини са временно в мир и роба Лъже-Хилбуд е предеден на едно от антските племена. Негов другар, също роб, но римлянин убеждава господаря им, че това наистина е римския генерал и трябва да бъде върнат на Юстиниян, което би наложило пътуване през земите на империята. В края на краищата самозванеца се разкрива като един от тях пред единоплеменните си анти и иска да бъде освободен, но те намират за по-полезно да поддържат заблудата и той е задължен да продължи да поддържа фалшивата си самоличност. По същото време голям брой анти изглежда са се присъединили към византийците в Готската война 535 – 554 и е описано, че са воювали срещу остготите в Lucania. В 555 г. таксиарх на византийския флот е Доброгаст. Около 555 г. антите не само извършват нападения за плячка и роби южно от Дунав, но започват и да презимуват и осядат там докато в следващото столетие Балканите постепенно са плътно заселени от анти и славини.
Вождът на антите Идар (Идариз) е споменат в периода към 560 – 580 г., негови синове са вождовете Мезамир и Келагаст, убити при дипломатическа мисия в двора на аварския хаган Баян след спречкване на Мезамир с помощник хагана и хан на кутригурите Заберган. Вожд на антския съюз става Мусокий (Μουσοκιος) в 593 г. той е разбит и пленен от византийския стратег Приск. Непосредствено преди това Приск преминал Дунава и нанесъл поражение на по-низшестоящия вожд Ардагаст, чиито хора през 593 г. атакуват Тракия, но са отблъснати, а византийците пренасят войната на тяхна територия. Страната им е разорена, без обаче вождът Ардагаст да бъде хванат в плен. Битката става след форсирането на реката от имперския генерал Генцон (Gentzon) при Дуросторум (Силистра), антският лагер е нападнат в полунощ, Ардагаст се препъва в дънер и само близостта на реката го спасява да не бъде заловен. След разгрома командващия Приск праща своя лейтенант Александър през р. Helibakion (дн. р. Яломица), да излови малките групи продължаващи да атакуват войската му, но армията се обърква не успява да изгори скривалищата. Положението е спасено от един гепид, който бил близък на антите и познавал тайните пътеки. Византийците успяват да пленят много от противниците, които според гепида били шпиони на своя цар Мусокос. Самият той е примамен да прати флотата си от лодки на Дунав, за да евакуира разбитата армия. През реката са пратени 150 еднодръвки и гребци, на които Александър устройва засада с 200 свои войници. Той изненадва през нощта напилите се противници, изколва ги и се прехвърля с основните сили от 3000 души през реката. През това време в лагера се извършва погребалната церемония на брата на Мусокос и войниците отново са пияни, вождът е изненадан и заловен жив, а клането на противника продължава до сутринта. Ардагаст преди това неколкократно напада и разорява земите на империята: в 577 г. стига Пелопонес, в 584 подстрекаван от аварския хаган Баян отново напада, през Тракия достига до „дългите стени“ пред Константинопол, като успеха му изневерява само в две битки – при р. Ергина (Ергене) и Анисион, но в крайна сметка е отбръснат от пълководеца Коментиол и се оттегля зад Дунав, в 585 г. пак напада стига до Адрианопол, но е напълно разбит от същия Коментиол и се спасява с паническо бягство зад Дунав. Поражението през 593 г. обаче не прекратява войната, на следната 594 г. е предприето ново нападение и се налага Александър да побеждава отредите на противника, навлезли в Мизия. След Мусокий вожд става Пирогаст през 595 г. . В 578 г. при антския вожд Давритас (Даврентий), аварите пращат делегация за да го склонят да им се подчини, но във възникналата свада хората на Давритас убиват аварите.
С нашествието на аварите след победата им над антите в 577 г. единното племенно обединение постепенно изчезва от историческата сцена, последното му споменаване е в 602 г.. Племената на антите обаче остават. Bождовете на „тавроскитите“ се споменават като участници в Обсадата на Константинопол от авари и славяни в 626 г., което е последният голям военен поход на антите. Последният известен антски вожд е Ардомир II (717 – 741).

## Общество
Обществото на антите е самоуправляващо се от тип „военна демокрация“, в етапа на разлагане на първобитното общество. Имат частна собствености индивидуално ползване на земята. Племенните им съюзи се оглавяват от временен военен лидер – вожд, подпомаган от племенни старейшини. Техните родове и семейства все още не са включени в постоянни съюзи, защото, както пише Прокопий Кесарийски, те не се управляват от един човек, и живеят без власт. От друга страна военните лидери формират свои отряди, от които с течение на времето се образува слой от заможни хора. Материалното разслоение личи в много богатите погребални дарове при някои погребения. Племената, съдейки по техните жилища и селища, са структурирани от родове – общини, състоящи се от отделни семейства, които включват само най-близки родственици. Семейните традиции се различават между различните племена. Както и при славяните патриархалните им нрави нрави според византийците включват дарове за булката и ритуално убийство на жените на гроба на съпруга им. B някои племена има полигамия, което се свързва с останките на матриархата. Основният им поминък е животновъдство и земеделие с използването на железен плуг, ходят на лов, риболов, практикуват и събирателство. Практикуват занаяти с предимно домашен характер. Добро равнище имат металообработката, керамиката на грънчарско колело, производството на стъкло и т.н., които до голяма степен са отделени от селското стопанство. Бижутерийната орнаментика е в геометричен или зооморфен стил. С развитието на занаятите се появява повече или по-малко постоянен стокообмен, познати са и парите. Развиват се местната и външната (с Византия и др.) търговия. Имат многобройни роби, които се използват и търгуват широко. Пленниците се държат определено време в робство, след което се пускат срещу откуп или могат да останат сред тях като свободни. Антите водят борби с готите, със славините и извършват набези във Византийската империя.
Войни. Археологическите проучвания разкриват, че антите имат укрепени пунктове, където са открити оръжия и накити. Това свидетелства, че освен гражданско население там са живели и воини, като каквито антите са били широко известни сред съвременниците си. Самите анти били високи, силни хора с руси коси, лесно издържали на студ, жега, голота, липса на храна и различни трудности. Сред тях се откроявала общността на професионалните войници, които през лятото били ангажирани във военни нападения срещу Византийската империя и околните територии. Те бързо възприемали методите на водене на война и оръжията на римляните (византийците). По време на обсадата на Константинопол немалко от откритите загинали воини били жени. Воините били обединени в отряди от няколкостотин души – „дружини“, които можели да формират армии от 1000 – 2000 души. Начело на дружините стоял военен вожд (княз, войвода), притежаващ особен авторитет („слава“). Смъртта на вожда в битката хвърляла войниците му в паника. В гробовете на високопоставени воини са открити находки на съкровища от монети, златни и сребърни съдове, прибори, плячкосани по време на кампании. Въоръжениео е леко: щит с кожена каишка за носене, недълго копие, лък със стрели с отрова и сулица (копие) за хвърляне. Доспехи са споменати само веднъж – при обсадата на Константинопол. Особено характерни за антите са дългите мечове с високо качество, на които в археологията е наречен цял клас оръжия – „мечове антски тип“. Дори в англосаксонската поема „Беовулф“ героите водят борба с „антски мечове“.
Племенните опълчения (цялото боеспособно население) достигали значителен брой и се използвали за защита срещу атаки и при преместване на нова територия. Според вероятно преувеличените представи на византийците въоръжените сили на всички анти можели да стигнат до 100 000 души. Антите се смятат за най-силното и войнствено славянско племе. Те предприемали и военноморски кампании с лодки еднодръвки. Техните дружини служели в армията Византийската и Аварската империи.
Жреци като особено съсловие не се споменават в източниците, а археолозите не са намерили и останки от религиозни комплекси, където те биха могли да служат или живеят. Без да се открояват специално сред другите хора заети с такива функции, те несъмнено са съществували, тъй като са налични жертвени ями в селата и понякога в гори, езера и край дървета и скали. Свещенослужителите оправяли молитви и заклинания за плодородие, хвърляли жребий за избор на жертви и ги принасяли, по време на глад – човешки, най-вече бебета и възрастни хора, а при добри години – храна. Почитала се Богинята майка. Появяват се жертвени места с каменни или дървени идоли. Погребалните обреди на антите са биритуални (с кремация или с трупополагане без изгаряне) в немогилни плоски гробове. Близко до служителите на култа стоят гусларите (певци-разказвачи), византийците даже веднъж задържат едновременно няколко такива души с „китари“. Те бродели от място на място и понякога имали ролята на посланици при преговорите между различни племена. Изображение на седемструнна гусла е открито сред „Фигурите от Велестино“ в Тесалия, свързвани с антите. До нас са дошли сказания за антското време: за княз Бож, за Кий, за обрите (аварите), за хазарите и пр.
Селищата на племенния им съюз са предимно множество села от типични полунадземни землянки. Има малък брой фортове на хълмове „градища“ (horodyshcha) като основания от Кий (според Повест временних лет, посочен като българин в Джагфар тарихъ) Киев, Волин на Западен Буг (поселение на воини и център на племенния съюз на дулебите, наречени по-късно волиняни и бужани) и отстъпения им от империята в 540 г. град Турис (Turris) разположен някъде северно от Дунав. В тези земи е добре проученото от археологията т.нар. „Пастирско городище“ имало полиетническо население с укрепен висок 20 м земен вал, зад който са землянките и наземните жилища. Тук живеели воини и занаятчии, които произвеждали керамични съдове, украшения (фибули, коланни набори) и пр., распространили се далеко зад пределите на града и антската област. Тези „градове“ още нямали роля на търговски центрове, населението им било непостоянно и включвало княз, воини, жреци и пр. Тук ставали народните събрания (събор, вече), религиозните празници, пирове, а крепостите служели за отбрана. В. Мацяк смята, че столицата на съюза им е бил Головско, на мястото където днес е Лвов От друга страна столицата на Муской се определя в района на р. Яломица (между Карпаттите и река Сирет), за възможен главен град се сочат и Киев, и Турис (Турну Мъгуреле), и Пастирско городище, и пр., но доколкото антите нямат един постоянен върховен ръководител, е трудно да се предполага една обща постоянна столица.

## Етническа принадлежност на антите
Теофилакт Симоката в 595 съобщава, че антите, както и даките и готите, преди са се наричали гети (Getae). Прокопий Кесарийски отбелязва, че те могат да говорят латински . В тези земи още от 4 в. започват да проникват племената на прабългарите, първаначално като част от хунския съюз, а впоследствие като самостоятелни племена в тези земи, Приазовието и северно от Кавказ създали през 628 – 632 г. независимата си държава Велика България. 

Археологията свидетелства, че през 5 – 7 в. антите са отделна етноплеменна групировка сред славянството, сформирала се през 3 – 4 в. в състава на съдържащата и готски елементи черняховска култура и основно в процеса на взаимодействие на славяните с ираноезично население. С антите се идентифициат представителите на културите Пенковска и сходната с нея, но подложена и на римо-византийско влияние Ипотещко-къндещка култура.
За антите са предполага, че първоначално са едно от ираноезичните сармато-алански племена, обитавали през 3 – 4 век областта между Кавказ и северночерноморските степи, вероятно между Прут и долното течение на Днестър. През 5-о и 6-о столетия те заселили и Волиния, а впоследствие и областта на Среден Днепър близо до днешния град Киев. Проф. М. Милер смята антите, аланите и роксоланите за един народ. С преместването им от голата степ към лесостепта на север, и на славяните в противоположна посока, те се смесват, като организират славянската маса, а името анти остава като име на това ирано-славянско обединение. В крайна сметка дошлите са езиково абсорбирани от славяните, но името на водещото иранско племе е запазено и се разпростира върху цялото славянизирано племенно обединение. В езика навлиза чувствителен словесен фонд с ирански произход, отразяващ военните, оръжейнически и обществени умения на създателите на обединението. В племенния съюз славяните са свободни, но той се управлява от антите, които от етническа гледна точка формират сарматската горна класа. В обширната си територия те приобщават и романизираната аристокрация в басейна на долния Дунав (дн. България и Румъния), формирала римо-византийските елементи на споменатата ирано-славянска Ипотещко-къндещка култура. В късноантичната епоха готите се появяват на тази територия, като следи от техния етно-културен натиск откриваме в наличието на готски белези в спомената черняховска култура. След 375 г. обединението на антите е военно надмогнато от готите, което също слага своя отпечатък. Йорданес определя антите като „най-храбрите от обитаващите между Черно море, Днестър и Днепър“. Тази войнственост в начина на живот съвсем не е характерна за славяните от това време като цяло.
След аварското завоевание, започнало с нахлуването през 555 г. в северното Причерноморие, антите са победени, като през 557 са включени във войските на хаганата и увлечени с походите на запад и юг. Така се формира политически доминираната от аварите симбиозна аваро-„славянска“ хомогенна културна общност, достигнала към 558 г. района на среден Дунав. Други от антите, за да запазят независимостта си, минали Дунав и заселили имперската провинция Мизия. Така антите се пръснали из голяма част от Централна и Югоизточна Европа. Археологическите паметници, свързвани с материалната култура на антите, се откриват в Украйна, Молдова, Румъния, България, Чехия и Словакия. Васил Златарски сочи като техни наследници на североизток славянските племена тиверци, уличи и северяни, южно от Дунав северите също са смятани за антско племе. Така антите етно-езиково стават в голяма степен предшественици на днешните българи, румънци и украинци и е възможно да повлияват и на част от западните славяни.
През 19 век и първата половина на 20 век антите са смятани за част от общността на готите, впоследствие традиционна версия през голяма част от 20 век ги отъждествява единствено със славяните, интерпретирайки политически целесъобразно свидетелствата на Прокопий Кесарийски, Йорданес, данни от археологията и анализ на някои антски имена. С по-задълбочените проучвания и археологически открития след средата на 20 век се обосновава заключението, че етнонимът анти е с ирански произход.